# PE'Z
PE'Z（ペズ）は、1999年に結成された5人組ジャズ器楽曲バンド。

## 概要
ジャズをベースにしながらもラテン音楽やロックなど多様な音楽を貪欲に取り入れたサウンドと緊張感と躍動感を兼ね備えた圧倒的なライブパフォーマンスで「侍ジャズバンド」と評される。
東京渋谷でのストリート・ライブでは時に1000人以上の観客を集めてデビュー前から話題となり瞬く間にインディーズ・チャートを席巻、「インストはメジャー・シーンでは売れない」という常識を覆してメジャー・デビューを果たす。日本に留まらず世界に向けて音楽を発信し、ヨーロッパ、韓国、台湾などでもCDをリリースしている。
著作権にまつわる裁判としては日本で著名な大地讃頌事件の当事者としても知られる（詳しくは当該項参照）。

## 来歴
1999年、Ohyama"B.M.W"Wataruを中心に結成・活動開始。初ライブは1999年10月15日。2000年より渋谷の路上を中心に活動、翌2001年には年40回ものストリートライブを行なって毎回100人以上の動員を呼び話題となる。同年夏、「フジロックフェスティバル'01」FIELD OF HEAVENに出演し、その名を全国的に広める。
2001年、初のミニアルバム3枚をインディーズレーベルのapart.RECORDSからリリース。
2002年、東芝EMI/Virgin Musicと契約。ミニアルバム『Akatsuki』でメジャー・デビュー。1stスタジオ・アルバム『九月の空-KUGATSU NO SORA-』が器楽曲バンドとしてオリコン10位を記録。
2003年、器楽曲バンドとして「第17回日本ゴールドディスク大賞」“ニューアーティスト・オブ・ザ・イヤー”を受賞。全国各地の野外フェス等への出演を経て全国区の知名度を獲得。
2004年1月、韓国で路上ライブを決行し大きな話題を呼ぶ。
2005年、オランダに本社を置くロードランナー・レコードに移籍して本格的に世界進出を果たし、イギリス（マンチェスター、ロンドン）、オランダ（アムステルダム）にてライブを敢行。同年、日本全国45公演のツアーを敢行。ツアーファイナルは韓国ソウルにて行われた。
2006年3月、初のUSツアー（全9公演）を行う。カナダ「カナディアンミュージックフェスティバル」「サウス・バイ・サウスウエスト」に出演。
2008年2月、全国展開する雑貨屋ヴィレッジヴァンガード (書籍・雑貨店)にてジャズのスタンダードを独自のアレンジでカヴァーした限定CD『黒船のジャズ -SAMURAI MEETS THE ENEMY-』をリリース、4月にはTBS系列「筑紫哲也 NEWS23」に生出演。同年、約3年ぶりに国内レーベル（デフスターレコーズ）へ移籍。
2011年9月、アルバム『向日葵-Himawari』を全曲無料配信する“合法ダウンロード”企画を実施する。
2012年2月に無料配信アルバム第2弾『OH! YEAH!PARTY!!』を、同年12月に第3弾となる『JumpUP!』を発表。

### 解散
2014年、結成15周年のアニバーサリーイヤーという事もあって5月に短期間で東京のライブハウス13か所を一気に駆け抜けるツアー、7月には約10年ぶりとなる東京新宿の歌舞伎町でのワンマンライブなどハイペースなコンサート活動を行うものの、12月1日、PE'Zオフィシャルサイトにて翌2015年いっぱいでの解散を発表。
2015年12月19日、ラストライブ「EN-MUSUBI 2015 FINAL〜おどらにゃそんそん〜」を東京・昭和女子大学人見記念講堂にて開催し解散した。その模様は動画サイトのUstreamを通して完全生放送で中継された。

## メンバー

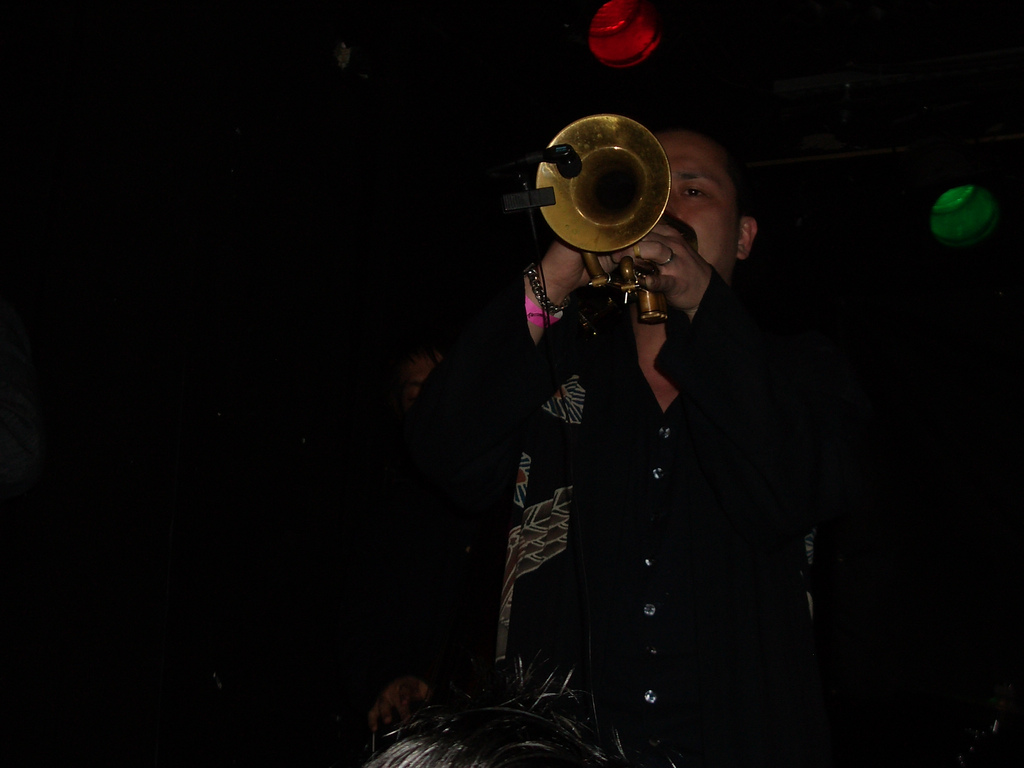
Ohyama"B.M.W"Wataru

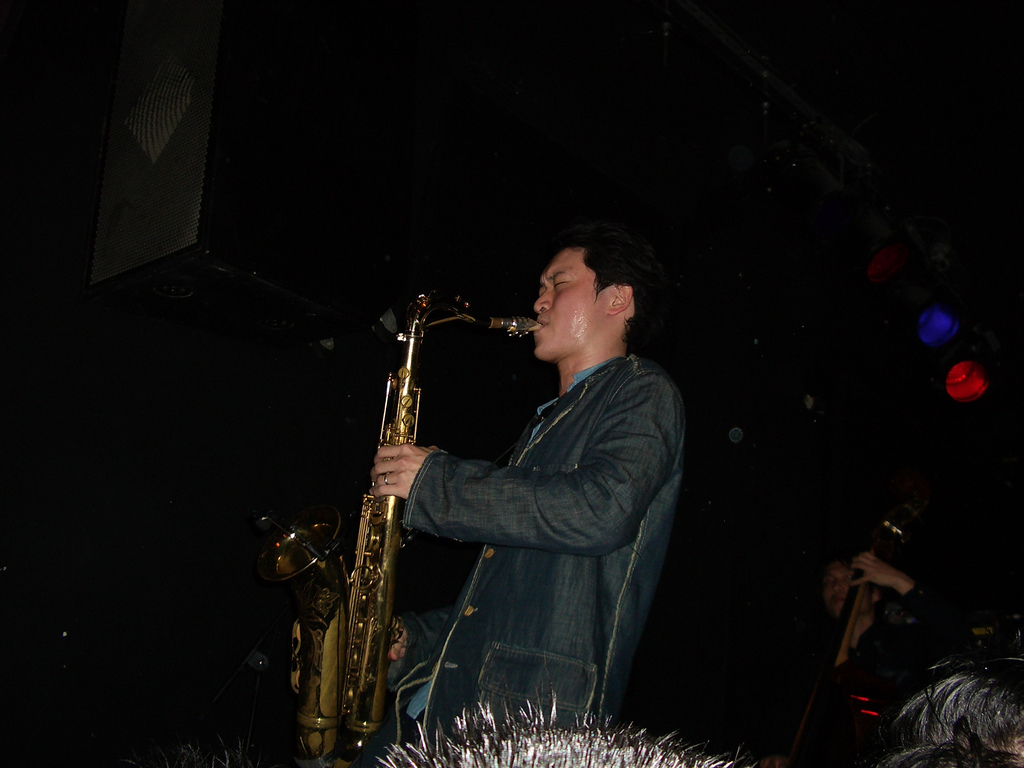
Kadota"JAW"Kousuke

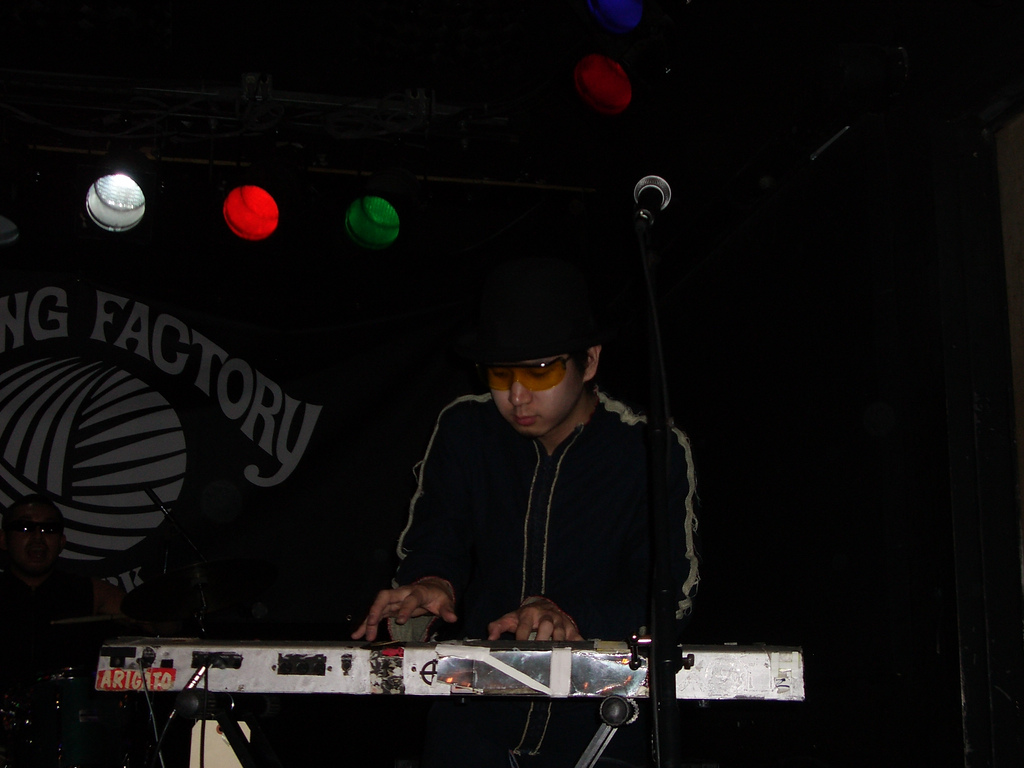
ヒイズミマサユ機

Ohyama "B.M.W" Wataru（オオヤマ・ビーエムダブリュー・ワタル、1975年11月6日 - ）（49歳）
トランペット担当
- 本名、大山 渉（おおやま わたる）。東京都目黒区生まれ、神奈川県茅ヶ崎市育ち。血液型AB型、180cm。
- ピスタチオ・ボーイズでは、wataru-chanの名義でサックスを演奏。
- 芸名の「B.M.W」は、「B=big（大） M=mountain（山） W=wataru（渉）」の意味。BMW社を連想されがちだが、自動車免許は取得していない。
- 出身校の神奈川県立鶴嶺高等学校では柔道部に所属し有段者でもある。
- 1997年ランディ・ブレッカーと共演。1999年7月「ベン・フォールズ・ファイヴ」のジャパンツアーに参加。
- 2014年、「食事と人と音楽が溶け合う空間」というコンセプトのもと、マヌーシュギタリスト手島大輔、ヴァイオリニストのTajimi “M.J” Tomotaka、ベースのヤマトヤスオ、パーカッションの奥田真広と共にジプシー・スウィングを基調としたバンド「BimBomBam楽団」を結成。PE'Z解散後にはダイニングスタイルの全国ツアーを行い、また各地のジャズフェティバルに出演するなど本格的な活動を開始。同じくトランペッターの小林洋介と2人でバンド「TrumpetFactory」としても活動。
- 2015年にBimBomBam楽団メンバー全員が役員および社員を務めるバンド兼レーベルの機能を備えた株式会社「衣食住音」を設立。自主レーベル「meal me(e)t music」を立ち上げる。

Kadota "JAW" Kousuke（カドタ・ジョー・コウスケ、1976年5月27日 - ）（49歳）
テナー・サクソフォーン担当。
- 本名は、門田 晃介（かどた こうすけ）。東京都日野市出身、A型、177cm。
- 芸名の「JAW」は顎という意味。バンド内のノリで「お前、猪木の若い頃に似てるから、ニックネームは顎で行こうぜ」ということで命名された。
- 国立音楽大学卒業。
- 実家は愛媛のフランス料理店で、ライブではしばしば冗談で門田本人が宣伝することもあった。
- 「Mosquito-38」「みずいろの雨」「アケビ」「ヒルビー」「パラノイア」などではソプラノサックスも演奏。「Peach〜Ashihara Story〜」ではアルトサックスも演奏するなど器用さを見せた。
- 趣味は自転車で、ロードバイクを所有。2006年にはツール・ド・北海道の市民大会に出場し19位の成績を収めた。
- 彼をリーダーに、Yasei Collectiveの松下マサナオ（ドラムス）と中西道彦（ベース）、宮川純（キーボード）の4人でBARBを結成。

Nirehara Masahiro（ニレハラ マサヒロ、1977年10月8日 - ）（47歳）
コントラバス担当。
- 新潟県出身、A型、171cm。
- インディーズの時の芸名は、ニレハラ "ハトバスキャノン" マサヒロ。曲名の案を「ハトバスキャノン」と出したことが由来。
- 早稲田大学理工学部情報学科卒業、在学時はジャズ研（Swing ＆ Jazz Club）に所属し部長を務めていた。
- 写真家の顔も持つ。
- プログラミング・映像Flash編集もこなし、メンバーのHP「PE-Z.JP」も製作。
- とても真面目（航さん談）。
- 使用しているウッドベースはエマニュエル・ウィルファー製。
- 特技は妄想（メンバー・本人談）。
- 2007年10月より、NORTH WAVEレギュラーラジオ番組『MARMALADE JAM』でDJを担当。
- 解散後は主に2012年に結成したH ZETTRIOのメンバーとして活動。

ヒイズミマサユ機（ヒイズミマサユキ、1978年2月12日 - ）（47歳）
ピアノ、キーボード担当。

- 兵庫県神戸市出身、O型、171cm。
- 中学2年の頃、自作の曲「ILLUSION」でジュニアエレクトーンフェスティバル'91全日本大会銅賞入賞。
- 1995年「G7情報通信関係閣僚会議」（Global Information Infrastructureジュニアサミット）に参加。世界各国から41名で会議。
- 国立音楽大学音楽学部作曲科卒業。
- 2004年から2005年7月1日まで椎名林檎が結成したバンド「東京事変」の第一期活動でH是都M（エイチゼットエム）として参加。
- 2007年1月に「5+2=11」をリリースし、メジャー・デビューしたH ZETT Mと同一人物と言われている。
- ピスタチオ・ボーイズでは、HZMの名義でドラムを叩いている。
- 現在、愛機はKORGのKROSS（PS60より乗り換え）。
- 解散後はソロ活動の他、2012年に結成したH ZETTRIOのメンバーとして活動。

航（こう、1971年2月21日 - ）（54歳）
ドラム担当。
- 東京出身、AB型、173cm。
- ピスタチオ・ボーイズでは、ゴンザレス名義で活動。
- ペットの犬の名は「ぴーちゃん」で、日々のHeyJoke!（映像日記）にもたびたび登場。
- 使っているドラムはSONORのもの。過去にはTAMAのセットも使用していた。シンバルは唯一の日本国産シンバルである「小出シンバル」を主に使用、たまにジルジャン等も使う。セッティングはバスドラム×1、タム×1、フロアタム×1、スネアドラム×1、ハイハット×1、クラッシュ×1、クラッシュライド×1。シンプルなセッティング。ドラムスティックはVATERのCONCERT。スネアはSONORの"earth"を、それまで使用していたものが韓国ツアーの最中壊れて以来愛用している。
- 解散後は主に2012年に結成したH ZETTRIOのメンバーとして活動。

## 関連アーティスト
- 木村充揮（憂歌団） - フジテレビ系列「僕らの音楽2」で共演[14]。
- シンディ・ローパー - 「僕らの音楽2」で共演[15]。
- 平井堅 - 「僕らの音楽2」で共演[16]。
- 椎名林檎 - H是都Mが彼女のバンド・東京事変に参加。ヒイズミ、Nirehara、航がソロ活動のレコーディングやライブをサポート[17]。
- suzumoku - 2007年にインストバンドであるPE'Zがフォークシンガーである彼とともに本格的にボーカルを迎えたスペシャル・バンドpe'zmoku（ペズモク）を結成[18]。2008年のソニー移籍後のリリース第一弾はpe'zmokuとしてであった[8]。2009年6月、pe'zmokuとしての活動を休止。
- 土屋アンナ - 2010年、PE'ZからのラブコールでPE'Z×土屋アンナ（ペズクロスツチヤアンナ）名儀の新ユニットを結成。8月に「UHA-UHA/暴食系男子!!」をリリース。
- ネイト・ジェイムス（英語版） - イギリスのソウルシンガー。2006年9月20日、バンドにとって初の歌モノとなるコラボレート・シングル「LIVE FOR THE GROOVE E.P.」をPE'Z×Nate Jamesというユニット名義でリリース[19]。
- 武田真治 - NHKの「トップランナー」で共演

## ディスコグラフィ

### シングル
| #   | 発売日         | タイトル                             | 規格品番   | 備考                                         |
| --- | -------------- | ------------------------------------ | ---------- | -------------------------------------------- |
| 1st | 2002年7月17日  | Hale no sola sita〜LA YELLOW SAMBA〜 | TOCT-22205 |                                              |
| 2nd | 2003年8月6日   | DRY! DRY! DRY!                       | TOCT-4547  |                                              |
| 3rd | 2003年11月19日 | 大地讃頌                             | TOCT-4618  | 著作権法上の問題（大地讃頌事件）で出荷停止に |
| 4th | 2004年9月24日  | AUCTION                              | APWA-0002  | 関西限定、3000枚限定のリリース               |
| 5th | 2006年9月20日  | LIVE FOR THE GROOVE E.P.             | TOCT-40034 | PE'Z×NATE JAMESのコラボ企画                  |

### ミニアルバム
| #   | 発売日         | タイトル                 | 規格品番   |
| --- | -------------- | ------------------------ | ---------- |
| 1st | 2001年2月21日  | pe'z                     | APPR-1504  |
| 2nd | 2001年6月21日  | 速人 -HAYATO-            | APPR-1506  |
| 3rd | 2001年10月24日 | OKOKOROIRE               | APPR-1509  |
| 4th | 2002年4月11日  | Akatsuki                 | TOCT-24762 |
| 5th | 2003年5月28日  | 花咲クDON BLA GO!        | TOCT-22215 |
| 6th | 2004年8月4日   | スズ虫                   | TOCT-25442 |
| 7th | 2005年3月9日   | つくしんぼ-TSUKUSHINBOW- | RRCA-29016 |
| 8th | 2005年11月16日 | 千歳鳥-CHITOSEDORI-      | RRCA-29017 |

### フルアルバム
| #   | 発売日                       | タイトル                            | 規格品番                                                                          |
| --- | ---------------------------- | ----------------------------------- | --------------------------------------------------------------------------------- |
| 1st | 2002年9月11日 2009年3月11日  | 九月の空-KUGATSU NO SORA-           | TOCT-24855 TOCT-95068:完全生産限定盤                                              |
| 2nd | 2003年12月10日 2009年3月11日 | 極月-KIWAMARI ZUKI-                 | TOCT-25255:初回限定盤 TOCT-25256:通常盤 TOCT-25443:再発 TOCT-95069:完全生産限定盤 |
| 3rd | 2007年3月28日                | 起きて寝る -FUNNY DAY & HARD NIGHT- | RRCA-29018:初回限定盤 RRCA-21030:通常盤                                           |
| 4th | 2010年2月3日                 | 1・2・MAX                           | DFCL-1604                                                                         |
| 5th | 2010年6月9日                 | I WANT YOU                          | DFCL-1652                                                                         |
| 6th | 2012年1月1日                 | 向日葵-Himawari                     | APPR-2011                                                                         |
| 7th | 2012年5月30日                | OH! YEAH! PARTY!!                   | APPR-4501                                                                         |
| 8th | 2013年3月6日                 | JumpUP!                             | APPR-6004                                                                         |
| 9th | 2014年10月15日               | 血騒 -chisou-                       | APPR-3011                                                                         |

### その他のアルバム
| 内容         | 発売日         | タイトル                                                  | 規格品番         |
| ------------ | -------------- | --------------------------------------------------------- | ---------------- |
| ライブ       | 2003年1月29日  | PE'Z REALIVE TOUR 2002 おどらにゃそんそん in TOKYO        | TOCT-24925       |
| リミックス   | 2004年3月24日  | PE'Z COLOR VOL.1                                          | TOCT-25357       |
| ライブ       | 2005年12月7日  | PE'Z REALIVE 2005 節 FUSHI                                | RRCA-21026       |
| ベスト       | 2006年3月15日  | PE'Z BEST 1ST STAGE「藍」                                 | TOCT-25929       |
| カバー       | 2006年7月19日  | 日本のジャズ -SAMURAI SPIRIT-                             | RRCA-21027       |
| セレクト     | 2007年4月4日   | BEST STAGE ZERO 闇雲 -YAMIKUMO- (US盤)                    | BSZ83960         |
| カバー       | 2008年2月27日  | 黒船のジャズ -SAMURAI MEETS THE ENEMY-                    | APPR-2002        |
| セレクト     | 2008年12月20日 | BEST STAGE ZERO 闇雲 -YAMIKUMO- (国内盤)                  | APPR-2202        |
| リミックス   | 2009年10月21日 | PE'Z COLOR VOL.0 ZERO                                     | APPR-2503        |
| トリビュート | 2009年11月11日 | NOT JAZZ!!BUT PE'Z!!!〜10TH ANNIVERSARY TRIBUTE TO PE'Z〜 | FAMC-027         |
| カバー       | 2010年9月24日  | 銀幕のジャズ -SAMURAI FLYS INTO THE SCREEN-               | APPR-2005        |
| ベスト       | 2010年12月14日 | 侍JAZZ -Compact Disc- PE’Z 15 standard tracks             | APPR-3002        |
| カバー       | 2011年4月20日  | キネマのジャズ -SAMURAI KILLS HIMSELF-                    | APPR-2008        |
| カバー       | 2013年6月26日  | 故郷のジャズ                                              | APPR-2012        |
| カバー       | 2013年9月25日  | 演歌のジャズ                                              | APPR-2013        |
| セレクト     | 2013年10月30日 | 起きて寝る (再リリース盤)                                 | APPR-3201        |
| ライブ       | 2014年7月16日  | PE’Z マラソンライブ2014 東京JACK! 〜PLAYERS HIGH!〜       | APPR-10001-10013 |
| カバー       | 2015年5月20日  | Samurai Jazz only one ensemble COVER SELECTION            | QECW-1002        |

### DVD
| 内容     | 発売日         | タイトル                                                               | 規格品番     |
| -------- | -------------- | ---------------------------------------------------------------------- | ------------ |
| Clip     | 2003年12月10日 | PE'ZのVideo集                                                          | TOBF-5264    |
| Live     | 2004年9月1日   | 「兆し-KIZASHI-」〜Road to the World〜vol.1 REALIVE IN KOREA           | TOBF-5324    |
| Live     | 2006年3月15日  | PE'Z REALIVE 〜節 FUSHI〜@2005.9.21 NHK HALL                           | TOBF-5471    |
| Document | 2006年7月19日  | 兆し 其の2 -KIZASHI 2- 〜獣五少年漂流記〜上巻                          | APDV-0002    |
| Document | 2006年9月13日  | 兆し 其の2 -KIZASHI 2- 〜獣五少年漂流記〜下巻                          | APDV-0003    |
| Clip     | 2006年12月6日  | PE'ZのVideo集その2                                                     | APDV-0004    |
| Live     | 2007年9月5日   | PE'Z REALIVE 〜起きて寝る〜@2007.4.14 日比谷野外大音楽堂               | APDV-0005    |
| Live     | 2010年1月13日  | PE'Z REALIVE 〜黒船のジャズ〜@2008.6.2 DUO MUSIC EXCHANGE              | APDV-0008    |
| Live     | 2012年10月8日  | GARDEN Live Archive #001 PE’Z 2011,DEC,23-25                           | GDLA-0001    |
| Live     | 2013年6月15日  | GARDEN Live Archive #002 PE’Z 2012,DEC,30                              | GDLA-0002    |
| Live     | 2013年9月11日  | PE'Z REALIVE TOUR 2013 Jump-UP! at.2013.04.03 赤坂 ACT シアター        | APDV-0012    |
| Live     | 2014年1月1日   | 真夏の夜のペズ〜PE’Z納涼大音頭@日比谷野外大音楽堂 2013.8.25 LIVE DVD〜 | APDV-0013/14 |
| Live     | 2014年10月15日 | PE’Z ONE-MAN SHOW 2014.7.13 sun. at Shinjuku BLAZE                     | APDV-0015    |

## その他参加作品
- クレモンティーヌ：アルバム『Cle（クレ）』「Melinda」（2003年6月4日）：作曲・プロデュース（ヒイズミマサユ機）
- CHEMISTRY：シングル『アシタヘカエル/Us』「Us / PE'Z BLOODY MIX」（2003年8月6日）：参加
- Fantastic Plastic Machine：アルバム『Zoo』「Never Ever / Performed by PE'Z」（2003年8月6日）：参加
- ナチュラル ハイ：アルバム『THE WINTER ALBUM〜piano session〜』「ALL I WANT FOR CHRISTMAS IS YOU」（2004年12月1日）：参加（Kadota "JAW" Kousuke）
- シティボーイズミックス PRESENTS だめな人の前をメザシを持って移動中（2004年）：舞台音楽担当
- SOULHEAD：『RE-CONSTRUCT ALBUM Vol.2 [CRYSTALLIZED] 』「Fiesta」（2006年6月21日）：参加
- 『DEATH NOTE TRIBUTE』：「我ら五人の侍なり〜We are five samurai〜」（2006年6月21日）：書き下ろし参加
- 山崎まさよし：『COVER ALL HO!』「アンダルシアに憧れて」（2007年10月31日）:参加
- ROCO：アルバム『カラフルファンファーレ』「メロディアーチ」（2006年8月2日）：作曲（ヒイズミマサユ機）
- 渚ようこ：アルバム『novella d'amore』「どうせ天国に行ったって」M-05「KABUKU」（2007年8月22日）：作曲（Ohyama "B.M.W" Wataru）
- 新垣結衣：「そら」（2007年12月5日）：作曲（ヒイズミマサユ機）
- Nemotroubolter：アルバム『ネモトラボルタ1』M-03「49口径」（2008年10月29日）：Piano参加（ヒイズミマサユ機）
- NEWS：『touch』「Say Hello」（2005年4月27日）：編曲
- 『朝うた』：「オキザリス〜輝く心〜」（2009年3月4日）：コンピレーション
- 『GREENROOM』：「ハナフブキ〜花魁道中罷り通る〜」（2009年5月13日）：コンピレーション
- 平井堅：『Ken's Bar II』「LATELY」（2009年5月27日）：参加（Nirehara Masahiro）
- 椎名林檎：『三文ゴシップ』「流行」（2009年6月24日）：編曲・参加（ヒイズミマサユ機）、参加（Nirehara Masahiro、航）
- Cradle Orchestra：『IN YA MELLOW TONE 3』（2009年7月8日）：リミックス参加
- SOFFet：『Jam the Universe』「イタダキ7 with PE'Z」（2009年9月30日）：参加
- Love SQ：「FINAL FANTASYメインテーマ」（2009年11月25日）：カバー

## タイアップ一覧
| 曲名                                       | タイアップ                                                                       |
| ------------------------------------------ | -------------------------------------------------------------------------------- |
| Star Fish                                  | J-WAVE『TIME FOR BRUNCH』テーマソング                                            |
| Akatsuki                                   | フジテレビ系『PRIDEシリーズ』イメージソング                                      |
| SPIRIT                                     | グンゼ・ストッキング『サブリナサマー』CMソング                                   |
| BLEED!                                     | WOWOW『エキサイトマッチ〜世界プロボクシング』イメージソング                      |
| Partition NO.2                             | WOWOW『エキサイトマッチ〜世界プロボクシング』イメージソング                      |
| across you                                 | NHK-BS2『新・真夜中の王国』オープニングテーマ                                    |
| 婆裸夢遊〜不可能を可能にする男〜（ex.015） | グンゼ・ストッキング『サブリナサマー』CMソング                                   |
| mo'moonlight                               | サークルK『冷麺キャンペーン／割子そば』CMソング                                  |
| INUNIGEL                                   | アサヒビール『スーパードライ』ラジオCMソング                                     |
| DRY! DRY! DRY!                             | アサヒビール『スーパーミュージック、スーパードライ』CMソング                     |
| アンダルシア -Andalucia-                   | アミューズピクチャーズ配給映画『ドッペルゲンガー』主題歌                         |
| Boomerang Boogie 〜南風堂の叔父さん〜      | フジテレビ系アニメ『GAD GUARD』オープニングテーマ                                |
| Song for my Buffalo                        | フジテレビ系アニメ『GAD GUARD』エンディングテーマ                                |
| Please come here                           | 東レ『エクセーヌ』CMソング                                                       |
| WONDERFUL DAYS                             | フジテレビ系『めざましどようび』オープニングテーマ                               |
| T.K.O〜それ ちょっと早くない?〜            | 東レ『エントラント／フィールドセンサー』CMソング                                 |
| BIG EAR〜手痛い洗礼そしてVへ〜             | フジテレビ系『FOOT BALL CX』使用曲                                               |
| SAMBA DE 恋して                            | ABC『百万馬力〜千鳥じゃ〜』エンディングテーマ                                    |
| wonderful saturday                         | フジテレビ系『めざましどようび』オープニングテーマ                               |
| 情熱の行方                                 | シティボーイズミックスPRESENTS『だめな人の前をメザシを持って移動中』テーマソング |
| AUCTION                                    | ケイ・オプティコム『eoホームファイバー』CMソング                                 |
| 夢ノエンアレ                               | 豊洲スターコートCMソング                                                         |
| RUN! RUN! RUN!                             | ツール・ド・北海道テーマソング                                                   |
| オキザリス〜輝く心〜                       | 日本テレビ系『ズームイン!!SUPER』お天気BGM                                       |
| オキザリス〜輝く心〜                       | 日本テレビ系『ズームイン!!サタデー』お天気BGM                                    |
| FREE BIRD                                  | フジテレビ系『SUPER KEIBA』テーマソング                                          |
| BooBy StaR                                 | BSフジ『RCスタイル』テーマソング                                                 |
| 鬼の樹                                     | MUSIC ON! TV『Harmony with the Earth』イメージソング                             |
| BLANK-DUNK                                 | WOWOW『UFC -究極格闘技-』エンディングテーマ                                      |
| BLANK-DUNK                                 | WOWOW『エキサイトマッチ』エンディングテーマ                                      |
| ハナフブキ〜花魁道中罷り通る〜             | テレビ神奈川『MUTOMAα』オープニングテーマ                                        |
| ハナフブキ〜花魁道中罷り通る〜             | テレビ神奈川『MUTOMA LIVE』オープニングテーマ                                    |
| ハナフブキ〜花魁道中罷り通る〜             | NHK-FM『ライブビート』4月度エンディングテーマ                                    |
| 発奮ROLL〜POPのその向こう側〜              | 洋服の青山CMソング                                                               |
| Bix Beiderbecke                            | NHK総合『探検バクモン DEEP INSIDE』主題歌                                        |
| GOAL!GOAL!GOAL!                            | eo光CMソング                                                                     |
| THE LEGEND                                 | JRA2013年のGIシリーズ「The LEGEND」〜宝塚記念編〜CMソング                        |

## ミュージックビデオ
| 監督                      | 曲名                                                      | 動画リンク |
| ------------------------- | --------------------------------------------------------- | ---------- |
| 東弘明                    | NA!NA!NA!〜ヌルピョン太の大冒険〜                         |            |
| 東弘明                    | 夢ノエンアレ                                              | Play       |
| 東弘明                    | 用心棒                                                    | Play       |
| 東弘明                    | 鈴懸の径                                                  | Play       |
| イシバシミツユキ+長田悠幸 | パパのマーチ                                              | Play       |
| 井上哲央                  | 1･2･MAX                                                   |            |
| 井上哲央                  | Autumn Leaves from DVD「PE'Z REALIVE 〜黒船のジャズ〜」   | Play       |
| 井上哲央                  | SAMBA DE 恋して from DVD「PE'Z REALIVE 〜黒船のジャズ〜」 |            |
| 井上哲央                  | Viva! A So Bole!                                          | Play       |
| 井上哲央                  | ハナフブキ〜花魁道中罷り通る〜                            | Play       |
| UGICHIN                   | UHA-UHA                                                   | Play       |
| UGICHIN                   | 暴食系男子!!                                              | Play       |
| UGICHIN                   | Akatsuki (New Recording)                                  | Play       |
| UGICHIN                   | Hale no sola sita〜LA YELLOW SAMBA〜                      | Play       |
| UGICHIN                   | I WANT YOU〜ウォンチュー!〜                               |            |
| UGICHIN                   | collective mode                                           | Play       |
| UGICHIN                   | 燕返し〜我ココニ侍フ〜                                    | Play       |
| UGICHIN & 壱百式          | Akatsuki                                                  | Play       |
| 牛島悟郎                  | LIVE FOR THE GROOVE                                       |            |
| 岡崎邦彦                  | HEY! JORDU!                                               | Play       |
| 木原明志                  | パラダイス A GO GO                                        |            |
| 久保茂昭                  | 花咲ク DON BLA GO!                                        | Play       |
| 駒谷揚                    | Let's work!〜情熱の行方〜                                 |            |
| 茂野直樹                  | さらば愛しきストレンジャー                                | Play       |
| 杉原俊一郎                | JumpUP!                                                   | Play       |
| 杉原俊一郎                | ハイピッチャーのテーマ                                    |            |
| 丹修一                    | DRY!DRY!DRY!                                              | Play       |
| 東小野誠                  | AUCTION #2                                                | Play       |
| 東小野誠                  | Auction                                                   |            |
| 東小野誠                  | 春疾風〜ハルハヤテ〜                                      | Play       |
| 持齋昌宏 & 中村真夕       | 「ハリヨの夏」                                            |            |
| RYUTA'S WORLD             | 「SPEED RACER」                                           |            |
| （不明）                  | SAMBA DE 恋して                                           | Play       |
| （不明）                  | アンダルシア-Andalucia-                                   |            |

## ライブツアー
2002年
- REALIVE TOUR 2002〜おどらにゃそんそん〜(全国10ヶ所12公演)

2003年
- PE'Z REALIVE TOUR 2003 春 〜妙なる音色〜
- JAZZ CLUB TOUR Cookin' up Melozy night 〜対峙〜(全12公演)
- PE'Z REALIVE TOUR 2003 冬 〜武士は食わねど高楊枝〜(全7公演)

2004年
- PE'Z REALIVE TOUR 2004春〜今回は多めに回ります。〜(全13箇所22公演）
- PE'Z "Cookin'up Melozzy Night"〜裸足〜　Motion Blue yokohama(全8公演)
- PE'Z REALIVE TOUR 2004 冬 〜ちゃっぷいちゃっぷいDON'Tポッチィ〜(全3都市5公演)
- PE'Z "Cookin'up Melozzy Night"〜裸足〜追加公演 (全2公演)

2005年
- PE'Z REALIVE TOUR 2005 春〜テノナルホウヘ〜(全国31カ所全45公演)
- PE'Z REALIVE 2005〜節 FUSHI〜前夜祭LIVE(渋谷CLUB QUATTRO)
- PE'Z REALIVE 2005〜節 FUSHI〜(NHKホール)
- PE'Z LIQUIDROOM LIVE 4DAYS 〜東京の四季〜(LIQUIDROOM ebisu)

2006年
- PE'Z REALIVE TOUR 2006 春〜あなたの明日に疲れを残さないために〜(全18箇所24公演)
- PE'Z REALIVE 2006秋〜茜 AKANE〜(全4箇所8公演)
- PE'Z EN-MUSUBI 2006 〜情熱の行方〜(LIQUIDROOM ebisu)

2007年
- PE'Z REALIVE TOUR 2007春 〜あっち行っちゃ寝、こっち行っちゃ音〜(全36箇所38公演)
- PE'Z REALIVE TOUR 2007秋 〜元気な太陽君と小粋な月さん〜(全4箇所8公演)
- PE'Z EN-MUSUBI 2007 〜FUNNY DAY ＆ HARD NIGHT〜(LIQUIDROOM ebisu)

2008年
- PE'Z REALIVE TOUR 2008 〜NOT JAZZ！！ BUT PE'Z！！！ IT IS PE'ZZ！！！〜(全12公演)
- PE'Z EN-MUSUBI 2008 〜ちゃんと起きてますって〜(大阪BIG CAT、LIQUIDROOM ebisu)

2009年
- PE'Z Cookin'up Melozzy night〜Unplugged〜Motion Blue yokohama(全4公演)
- PE'Zツアー大作戦！〜とがっていーこーおぉー♪ハルカゼィェーにのーおってぇー♪〜(全22箇所24公演)
- PE'Z 10th Anniversary Realive Tour〜これから始まる♪長い攻撃♪♪〜(全3箇所14公演)
- KORGプレミアム・ライブ〜PE'Z(楽器フェア2009)
- PE'Z 10th Anniversary Realive Tour〜これから始まる♪長い攻撃♪♪〜追加公演(全4公演)
- PE'Z 10th Anniversary Premium Dinner Show(品川プリンスホテル アネックスタワー５Fプリンスホール)
- PE'Z EN-MUSUBI in 札幌 2009 〜恋人とだって友達とだっていいじゃん。聖夜だもの。〜

2010年
2011年
2012年
2013年
2014年
2015年

## 出演

### テレビ番組
- ポップジャム（NHK）2002年5月18日、7月20日、10月5日。この出演が大きく話題となる。
- J-MELO（NHKワールド）
- 筑紫哲也 NEWS23「金曜深夜便」2002年生演奏
- 音遊人（みゅーじん）（テレビ東京）2005年6月10日、2006年7月15日
- NEWS23「金曜解放区」2008年4月11日生演奏
- SONGS（NHK）2009年6月24日、7月1日。椎名林檎スペシャルにヒイズミマサユ機・NireharaMasahiro・航が出演

### ラジオ番組
- 「SESSIONS 4」（FM NORTH WAVE／火曜日19：00-20：00／2005年4月5日-2007年9月末）
  - 初のレギュラーラジオ番組
- 「MARMALADE JAM」（FM NORTH WAVE／火曜日22:00-23:00／2007年10月-2008年9月末）
  - 「SESSIONS 4」終了後、Nireharaがメイン司会を担当する新番組がスタート
  - 「MARMALADE JAM」終了後、pe'zmokuメイン番組「P.M.▲TOGARIANS」（DJ:Ohyama " B.M.W " Wataru、Nirehara Masahiro、suzumoku）がスタートした。
- 「PE'Z FULLCAST JUNGLE」（CROSS FM／土曜日23：00-24：00／2006年10月1日-2009年9月）
  - スタート当初は日曜日で、「PE'Z Connection」というタイトルだったが放送日が土曜日へ変更になり、2008年4月から現タイトルに変更された。
  - 2008年10月からはレギュラーが交代し、Kadota"JAW"Kousuke、ヒイズミマサユ機、航となった。
- 「PE'Zのサタデーナイトラジオ〜10TH Anniversary 出たとこ勝負〜」（FM NORTH WAVE、CROSS FM／土曜日23:00-24:00／2009年10月-2014年3月29日）
  - 「PE'Z FULLCAST JUNGLE」の後番組。2局ネット同日同時刻番組は「BEAT DELUXE」以来（HITS CUTS NOW以来7年ぶり）である。
- 「H ZETT M HAPPY SATURDAY NIGHT」（FM NORTH WAVE、CROSS FM／土曜日22:00-23:00／2014年4月-）
  - 「PE'Zのサタデーナイトラジオ」の後番組。ヒイズミマサユ機の単独の番組である。

## 受賞歴
- 第17回日本ゴールドディスク大賞“ニュー・アーティスト・オブ・ザ・イヤー”